# Manica

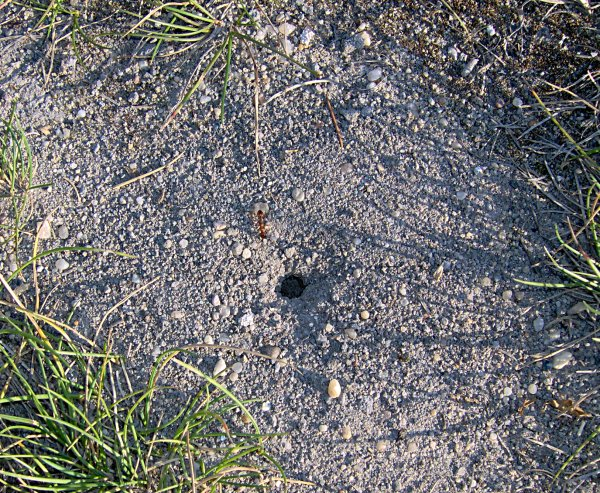
Гнездо Manica rubida

Manica (лат.) — род муравьёв трибы Myrmicini из подсемейства Myrmicinae (Formicidae). Голарктика. Известно 7 видов, включая два ископаемых.

## Распространение
Палеарктика. Неарктика. В Европе 1 вид.

## Описание
Мелкие муравьи рыжевато-бурого цвета (длина около 5—6 мм), похожие на крупных представителей рода Myrmica. У вида Manica rubida обнаружены матки-микрогины, функция которых остается неясной.

## Классификация
7 видов. Относятся к трибе Myrmicini.

### Синонимы
- Neomyrma Forel, 1914 (описан как подрод в роде Aphaenogaster)
- Oreomyrma Wheeler, 1914

### Современные виды
- Manica bradleyi (Wheeler, 1909) — США
  - = Aphaenogaster calderoni  Forel, 1914
  - = Manica parasitica (Creighton, 1934)[3]
- Manica hunteri (Wheeler, 1914) — Канада, США
  - = Myrmica aldrichi Wheeler, 1914
- Manica invidia  Bolton, 1995 (= Myrmica mutica Emery) — Канада, США
  - = Myrmica mutica Emery, 1895
- Manica rubida (Latreille, 1802) typus (=Formica rubida) — Европа
  - = Myrmica leonina  Losana, 1834
  - = Myrmica montana  Labram & Imhoff, 1838
- Manica yessensis Azuma, 1955 — Япония

### Исключённые виды
- в род Myrmica перенесён Manica shanyii He et al., 2024 — Китай[4][5]

### Палеонтология
- †Manica andrannae Zharkov et Dubovikoff, 2023 — балтийский янтарь, эоцен
- †Manica iviei LaPolla, 2023 — США, олигоцен (Canyon Ferry Reservoir, Монтана)[6]